# In Old Kentucky (pel·lícula de 1909)
In Old Kentucky és una pel·lícula muda de la Biograph dirigida per D. W. Griffith i protagonitzada per Henry B. Walthall, Owen Moore i Kate Bruce. La pel·lícula, rodada en una bobina a Cuddebackville(estat de Nova York) es va estrenar el 20 de setembre de 1909.

## Argument
Durant la Guerra Civil Nord-americana l’estat de Kentucky mantingué una posició neutral i els nois foren reclutats en ambdós exèrcits. Com a resultat en moltes famílies hi havia fills als dos bàndols. El pare de la família Wilkinson anuncia que s'ha declarat la guerra i George, el fill petit decideix unir-se al bàndol de la Unió mentre que Robert s'uneix als confederats. Més tard el germà gran ha de travessar les línies dels de la Unió per portar un missatge i es disfressa amb un uniforme enemic. En travessar les línies és descobert i ferit pel seu germà que desconeix la seva identitat. Un cop pres els germans es reconeixen i George es nega a ajudar-lo i comanda el pelotó d’afusellament. Mentre es dirigeixen a l’execució Robert aconsegueix escapar i arriba a casa els seus pares. El pare el vol entregar però la mare el protegeix i l’amaga. Més tard arriba George i en trobar-lo amb la mare el vol detenir però aquesta amenaça de volar-se el cap si ho fa. Davant això George marxa i el germà aconsegueix escapar. Acabada la guerra, George torna a casa i tot el poble es presenta a saludar-lo i celebrar-ho. Poc després arriba Robert fent tentines i derrotat. En veure l’escena a l’interior de la casa s'allunya amb tristesa però el vell oncle Jasper el descobreix i l’arrossega a dins. La mare l’abraça primer i després ho fa el seu germà.

## Repartiment
- Verner Clarges (Mr. Wilkinson)
- Kate Bruce (Mrs. Wilkinson)
- Henry B. Walthall (Robert)
- Owen Moore (George)
- Linda Arvidson (a la festa de benvinguda)
- William J. Butler (soldat de la unió)
- John R. Cumpson (criat negre)
- Robert Harron (extra)
- James Kirkwood (a la festa de benvinguda)
- George Nichols (a la festa de benvinguda)
- Anthony O'Sullivan (a la festa de benvinguda)
- Mary Pickford (a la festa de benvinguda)
- Frank Powell (soldat de la unió/soldat confederat)
- Gertrude Robinson (a la festa de benvinguda)
- Mack Sennett (sentinella de la unió)